# (9967) Awanoyumi
(9967) Awanoyumi est un astéroïde de la ceinture principale.

## Description
(9967) Awanoyumi est un astéroïde de la ceinture principale. Il fut découvert le 31 mars 1992 à Kitami par Kin Endate et Kazuro Watanabe. Il présente une orbite caractérisée par un demi-grand axe de 2,58 UA, une excentricité de 0,17 et une inclinaison de 8,6° par rapport à l'écliptique.

## Compléments